# 紹沙輕機槍
紹沙輕機槍（Chauchat，法語發音： [ʃoʃa]）是法國陸軍於第一次世界大戰（1914—1918）中的制式輕機槍，又稱為“機關步槍”（Machine Rifle）。該槍的官方名稱為“CSRG 1915型機關步槍”（法語：Fusil Mitrailleur Modele 1915 CSRG）。從1916年6月開始，紹沙輕機槍被法國步兵大量列裝。該槍的主要設計者為路易·紹沙（Louis Chauchat）上校，故士兵們普遍的稱它為“紹沙機關步槍”（法語：FM Chauchat）。該槍也被美國遠征軍於1917—18年間大量使用，並被美軍官方命名為“1915型自動步槍（紹沙）”（英語：Automatic Rifle, Model 1915 (Chauchat)）。從1915年12月—1918年11月間，法國的工廠一共生產了約262,000挺紹沙，其中244,000挺為8毫米勒貝爾口徑的版本。這個生產數字令紹沙成為一戰中產量最多的自動火器。除了法美兩國以外，紹沙至少還獲得8個國家的軍隊於一戰及之後的武裝衝突中大量使用。這些國家包括：比利時、芬蘭、希臘、義大利、波蘭、羅馬尼亞、俄羅斯和塞爾維亞。
紹沙是史上最早面世的輕機槍之一，它被設計為可由一名射手及一名助手攜帶及使用，並不需依賴重型三腳架進行部署以及一支機槍小隊才可操作。作為一挺可攜帶、可低成本作大量生產，而同時又發射全威力子彈的自動火器，紹沙輕機槍的誕生深深的影響了往後的槍械設計路線，以至戰爭的“遊戲規則”。
紹沙重約20磅的緊湊結構內包括一個手槍握把、一個直線式槍托、一個可拆式彈匣，以及一個射擊選擇桿。另外，用戶可一邊前進，一邊以它作腰射，以實現所謂的“行軍射擊”（Marching fire）。該槍也是目前已知唯一採用長行程後座作用原理運作的全自動槍械，該系統由約翰·白朗寧所發明，並已於1906年運用在雷明登8半自動步槍之上。
在法國北部戰場滿佈泥濘的壕溝環境下暴露出紹沙的多個弱點。為了方便大量生產，該槍在結構上被盡可能的簡化，導致許多金屬零件的品質下降。據指，該槍有約75%的故障及射擊中斷是歸因於其彈匣的設計。首先，這些彈匣都以薄金屬製成，而且在其中一邊設有開口，容易令四周的泥濘和塵埃等汚染物進入內部，從而影響供彈及構成故障。紹沙的另一個弱點是會在過熱時因槍管襯套的膨脹而無法操作。
基於可靠性問題，美國遠征軍最終於1918年9月，即在停火的兩個月前就已經啟動了以M1918白朗寧自動步槍取代紹沙輕機槍的程序。一戰過後不久，法國陸軍也以導氣式原理運作的Mle 1924輕機槍取代紹沙。
紹沙在一戰間主要由兩間重新轉型的民營工廠，“角鬥士”（Gladiator）和“西達姆”（Sidarme）作大量生產。除了8毫米勒貝爾口徑型以外，紹沙還有.30-06春田口徑和7.65×53毫米阿根廷毛瑟口徑的版本，前者主要是供應給美國遠征軍使用，後者則供比利時軍隊使用。有趣的是，比利時使用的7.65毫米口徑紹沙並沒有遇到上述問題，故他們一直把這些武器裝備至1930年代，波蘭軍隊也同樣如此。而最具爭議的莫過於角鬥士工廠為美國遠征軍生產的.30-06口徑型。這些武器已被證實為有著“先天缺陷”，而且在列裝部隊後不久便被美軍除役。由於故障頻繁，紹沙在部份用戶中有著非常差的口碑，甚至有部份專家認為它是“有史以來最糟糕的機槍”。

## 歷史
紹沙的設計可追溯至1903年，而它採用的長行程後座作用機制則取自約翰·白朗寧於1906年設計的雷明登8半自動步槍。紹沙機關步槍的項目於1903—1910年間在接近巴黎的法國陸軍武器研究設施，皮托製造工場（簡稱：APX）進行。該項目的目標是要研製出一種非常輕巧，並可由單兵攜帶及使用的自動火器，但該武器同時亦必須發射法軍的8毫米勒貝爾制式步槍彈。整個項目從一開始就由理工大學畢業的路易·紹沙（Louis Chauchat）上校所帶領，隨同的助手有資深軍械員查理·薩特（Charles Sutter）。從1903—09年，在APX測試的原型槍少於8挺。因此法軍於1911年訂購了100挺8毫米勒貝爾口徑的CS（紹沙—薩特）機關步槍，這批武器於1913—14年間在聖艾蒂安武器工廠（簡稱：MAS）投產。基於這些槍械很輕巧，它們在一戰初期被法國軍機的觀察員所裝備。
沒有任何一挺CS機關步槍存活而今，目前只能透過一些完整的相片記載證明該槍曾經存在過。
1914年，第一次世界大戰爆發，法國軍隊並未有裝備任何輕機槍。經過實踐後證明，輕機槍是現代戰爭當中不可或缺的武器，因為它能夠有效地增加一支步兵排的火力。受約瑟夫·霞飛將軍（Joseph Joffre）的帶動下，法軍決定採用紹沙，畢竟在戰前生產的CS機關步槍已經過徹底的測試，而且又發射法軍制式的8毫米勒貝爾彈。另外，因其低廉的生產成本以及結構較簡單，在1915年採用的CSRG機關步槍能夠在由轉型的民間工廠內大量生產。CSRG這個術語分別是取自紹沙、薩特、勒貝羅爾和生產該槍的角鬥士工廠名稱的頭文字。保羅·勒貝羅爾（Paul Ribeyrolles）是當時角鬥士工廠的總經理，這間工廠於和平時期主要生產汽車和電單車，並位於前聖熱爾韋，一個在巴黎的北部郊區。這間大型工廠於1915年被轉型為武器生產工場，在一戰間成為了紹沙機關步槍的主要生產商。
後來於1918年，海上鍛造和鋼製品公司位於聖沙蒙的子公司，西達姆（SIDARME）也擔任了大量生產CSRG的任務。

## 設計特徵

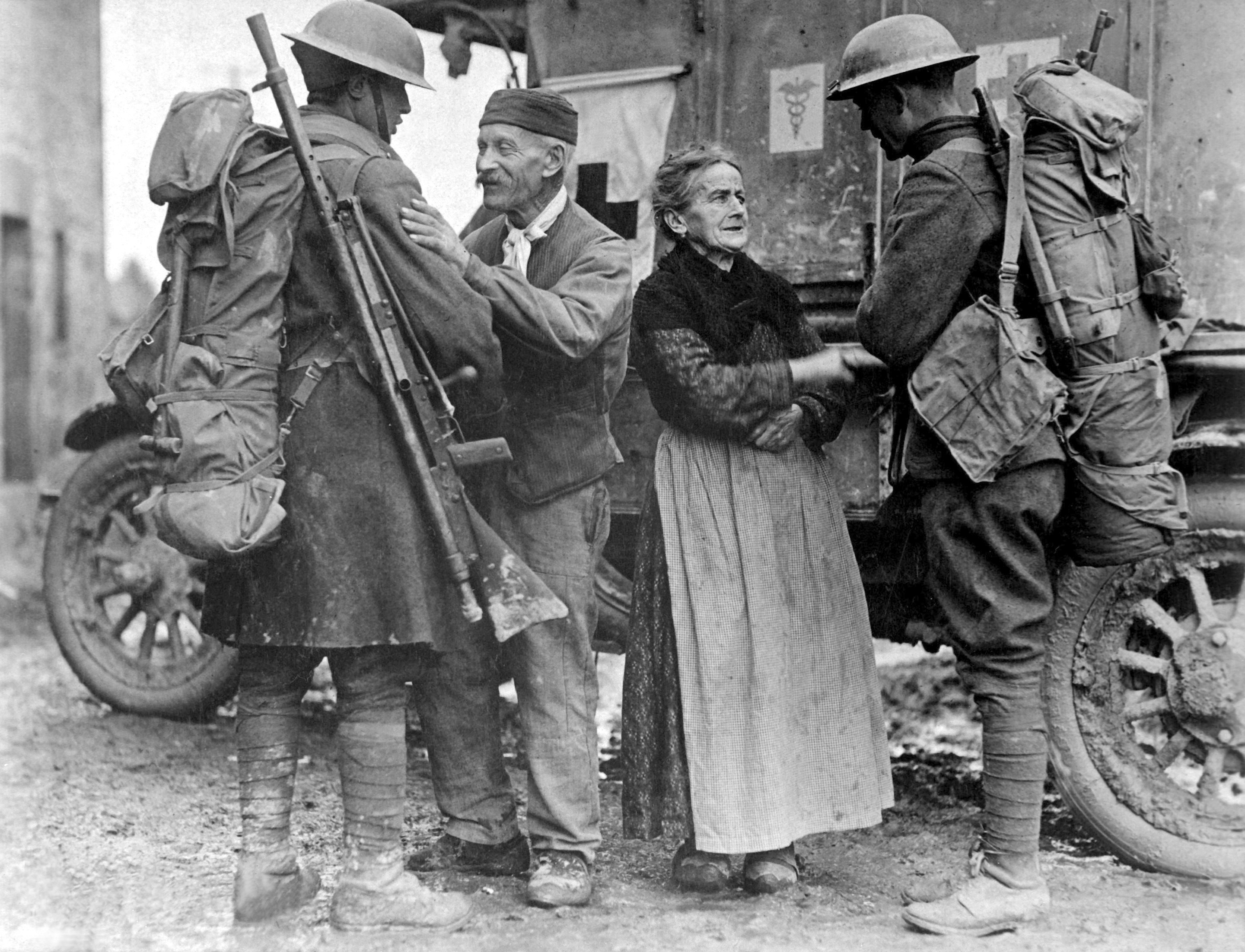
於1918年從同盟國軍手中解放了一個法國小鎮的美軍士兵受到當地民眾的熱烈歡迎。其中左側的士兵攜帶紹沙輕機槍

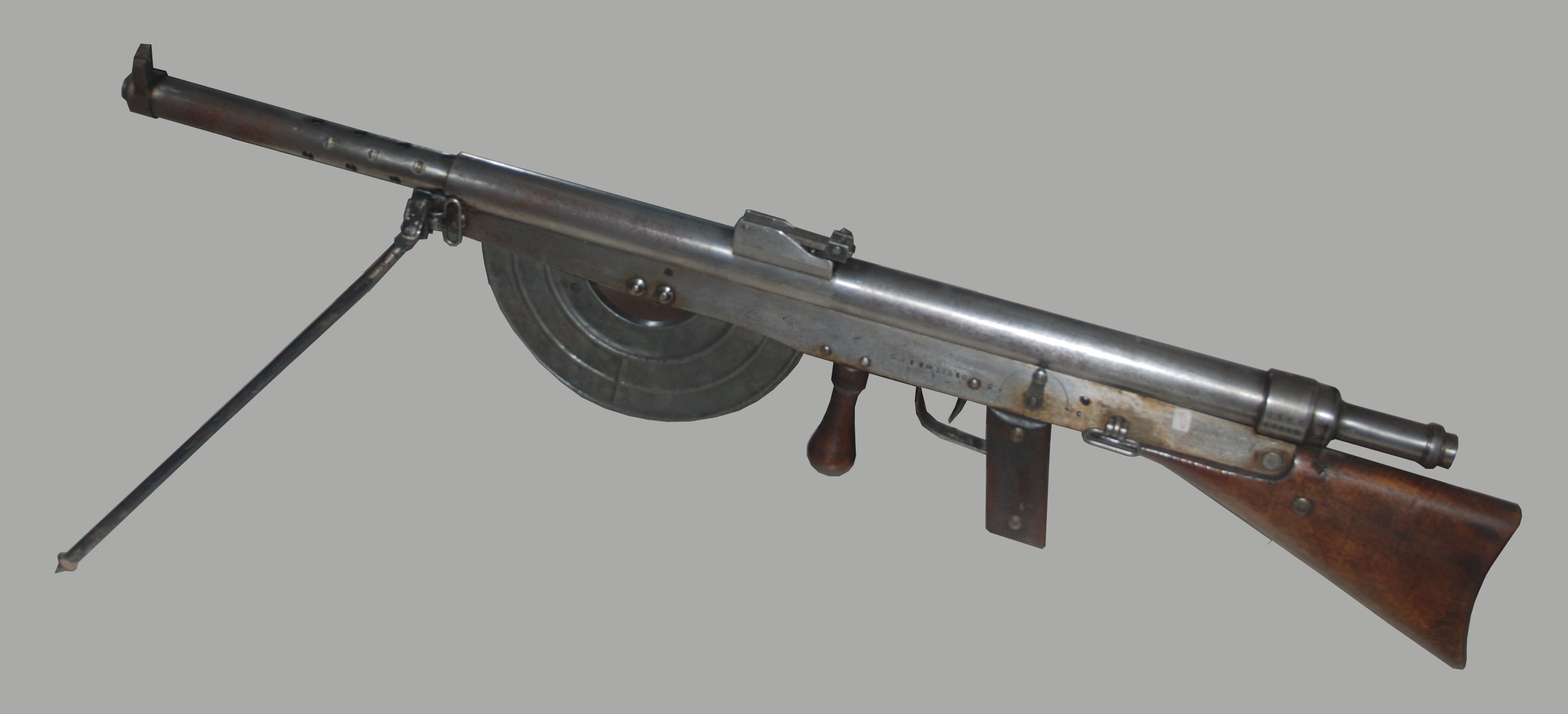
展示在凡爾登紀念館的紹沙

紹沙機關步槍以長行程後座作用及氣體推進的原理運作。其中法國陸軍採用的CSRG發射8×50毫米勒貝爾步槍彈，全自動射擊時的射速只有240發／分鐘，是有史以來射速最低的單管機槍。紹沙重約9（20磅），比起當時的輕機槍如：霍奇克斯M1909輕機槍（重約12（26磅））和路易士機槍（重約13（29磅））還要更輕。它是一挺擊發調變槍械，能夠選擇半自動或全自動射擊。
紹沙的結構是由高品質的新零件、從其他武器拆來的零件，以及低劣和不合格的零件所組成。然而這種組合並無法為該武器的可靠性提供保證。其後座槍管襯套以及槍栓的活動部件均以堅固的鋼材精密研磨而成，並有著較高的零件互換性。該槍的槍管則以勒貝爾M1886步槍的槍管改短而成。槍管散熱器為帶肋鑄鋁製品。
另一方面，紹沙的外部後膛固定座僅為一根簡單的管子，槍械的其他部份均以品質普通的沖壓金屬板製成，側板組件由螺釘所固定，在長時間射擊後可能會變鬆。由角鬥士工廠出品的紹沙，其瞄具總是錯位，造成了嚴重的瞄準偏差問題，並需要由射手想辦法修正。
從1916—18年末期間，紹沙機關步槍在紀錄中的生產量為262,300挺。其中角鬥士工廠從1916年4月到1918年11月間生產了225,700挺8毫米口徑的CSRG，以及19,000挺.30-06美國口徑型。而西達姆工廠於1917年10月到1918年11月間則生產了18,600挺8毫米口徑的CSRG。據指，由西達姆工廠生產的紹沙在性能上和品質上都比起角鬥士工廠生產的要好。直至停戰生效時法國陸軍一共擁有63,000挺紹沙輕機槍。
法國軍隊在當時認為紹沙的性能比起霍奇克斯M1914重機槍要遜色得多。然而，紹沙在成本、機動性、可攜性和量產性等各方面都是後者所無法取代的，而兩者之間所扮演的角色也不同，亦非相互取代的關係。紹沙的另一個優點是可作行軍射擊 。

## 服役紀錄

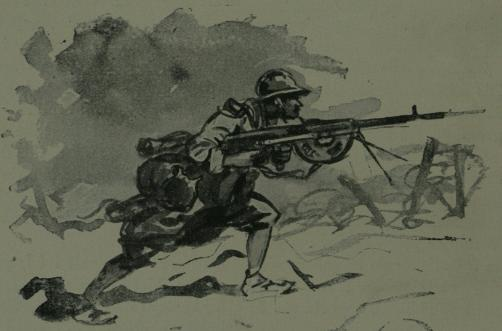
描繪一名士兵使用紹沙的繪畫

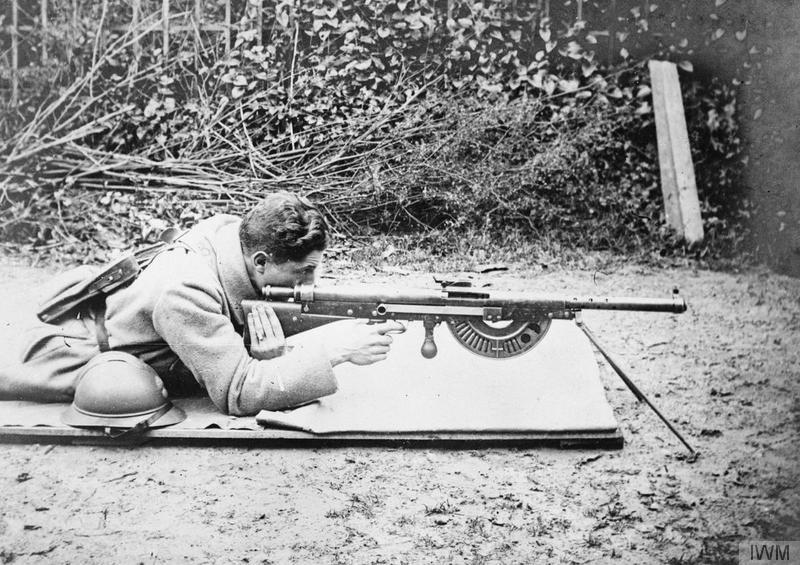
法國陸軍士兵以紹沙開火

在1916年各方陷入在壕溝的膠著狀態後，用戶對紹沙在戰場上的表現好壞參半，時任法國第二軍團司令的菲利普·貝當曾於1916年後期委托軍方在各軍團中發表一份問卷調查。該問卷得出的結論是多數士兵認為紹沙設有開口的半月狀彈匣為缺陷的設計，並構成了該槍約三分之二的故障。常見的修正方法是紹沙的槍手會往彈匣裡面添加潤滑油，以促進供彈。另外，由於在壕溝環境下的鬆散泥土、沙粒和其他顆粒很容易透過彈匣的開口進入槍內，造成故障，為紹沙在壕溝環境的使用造成了極大的不便。唯一最有效的解決辦法是只以處於良好狀態、沒有變形，並有著較強彈簧的彈匣供彈。紹沙的槍手亦時常只會往彈匣內裝填18—19發子彈，而非把它裝滿。這是為了防止第一發子彈的供彈失敗。該槍的長行程後座系統亦常常被指明為對射手構成過大心理壓力的主因。然而最近的大量射擊測試已證實這些壓力是由該槍較差的人體工學和鬆動的兩腳架所造成，而與後座力無關。上述原因令紹沙的射手難以在連續射擊下保持對目標的瞄準。再說，由角鬥士工廠生產的紹沙通常都有著缺陷的瞄具，這為實際使用帶來重大問題，射擊時彈著點會過低和偏向右方。法國軍方很快便意識到瞄具缺陷的問題，但並沒有想辦法解決。在非間斷的全自動射擊下（通常8毫米勒貝爾口徑型在120發左右）產生過熱，會常常令紹沙的槍管襯套組件因熱膨脹而鎖死在後方。這導致槍枝在冷卻前（或在彈藥耗盡前和發生故障前）會一直處於無法控制的射擊狀態。針對過熱問題，法國陸軍和美國陸軍發放的手冊都建議士兵在使用紹沙時只進行較短的點射或只作半自動射擊。在本質上，紹沙是一款重量較高及具備有限全自動射擊能力的可攜式機槍，而非真正的“輕機槍”。美國遠征軍更於1918年發放的使用手冊中把紹沙官方地歸類為“自動步槍”。

### 美國版本
美國在1917年決定參戰後由於缺乏機槍和其他自動火器，於是向法國訂購了大量霍奇克斯M1914重機槍及紹沙以裝備前往歐洲戰場作戰的美國遠征軍。美軍士兵給紹沙的暱稱為“Sho-Sho”。除了8毫米勒貝爾口徑版本外，美軍還採用了18,000挺由角鬥士工廠生產的.30-06春田口徑衍生型。據指，這些.30-06口徑版本的紹沙是角鬥士工廠為滿足美軍訂單特別生產的新槍，而非直接由現存的法國版本改膛而成。根據美國和法國的軍事檔案紀錄，絕大部份.30-06口徑的紹沙本身有著“先天缺陷”。這是由於這些武器的膛室擴孔工序並不完整，以及在製造過程的其他尺寸缺陷所致。另外由於發射威力比8毫米勒貝爾更強的.30-06春田彈，過熱的問題比原版武器更嚴重。
只有很少.30-06口徑的紹沙抵達法國北部戰場。而那些已經抵達戰場的則普遍的被美軍士兵所冷落。許多士兵甚至寧可使用M1903春田步槍也不肯使用紹沙，並集體地放棄擔任自動步槍小隊的角色。當年為軍方印刷的8毫米勒貝爾口徑型紹沙的英語和法語說明書至今仍然不難找到，但.30-06口徑型的說明書則從未出現在法美兩國的軍事檔案上，也未曾見過有人把它們作私人收藏。
從1917年8月到1918年11月11日停火協議生效前，角鬥士工廠一共向美國遠征軍交付16,000挺8毫米勒貝爾口徑的紹沙，以及19,000挺.30-06口徑型。根據在1918年保存的美國檔案記錄中指出，在角鬥士工廠監工的美國檢查人員拒絕了大約40%已經生產出來的.30-06口徑紹沙，餘下的60%在抵達前線後被証實為缺陷的武器。
美國海軍陸戰隊的勒穆爾·謝波德中尉提到在醫院療傷的美軍士兵認為在戰爭末期才裝備部隊的白朗寧自動步槍（BAR）比“該死的”紹沙可靠得多，他們又認為若軍方在停火協議生效前的6個月便已配發BAR，就可以減少許多傷亡。
在1918年5月到6月間，軍方成功地測試了一種為紹沙設計的封閉式彈匣，但因停火協議生效而來不及裝備部隊。

### 一戰中德軍的使用
一戰期間，德軍士兵繳獲了大量的紹沙。由於沒有自己的輕機槍，這些武器被火焰噴射兵單位內的前線步兵所使用，直到MG08/15輕機槍於1917年初裝備部隊。德軍還嘗試把紹沙改膛為7.92×57毫米毛瑟口徑。

### 比利時版本

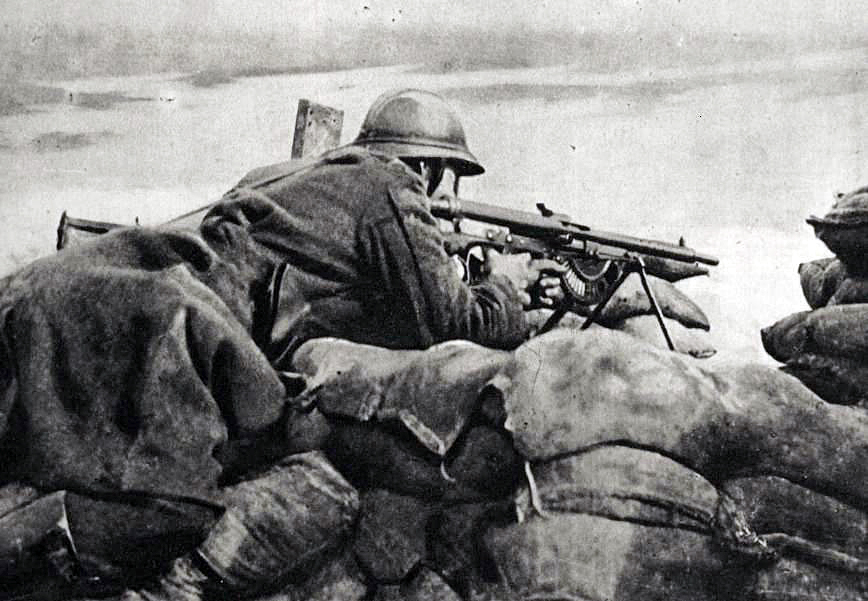
一名比利時機槍手使用紹沙射擊

比利時陸軍購入了接近7,000挺紹沙裝備步兵。當中約一半被成功改膛為7.65毫米毛瑟口徑，並針對泥濘和塵埃進行了更有效的防禦措施。戰後的改裝版紹沙被命名為“FM 15/27”。這些武器一直服役至1930年代才退役。

### 塞爾維亞版本
塞尔维亚皇家军队於1916年12月到1917年4月期間一共收到了至少1,400挺紹沙。部份被改膛為7.92×57毫米毛瑟口徑。

### 希臘版本
紹沙於1917年開始在希臘陸軍中服役，這些武器被改膛為6.5×54毫米曼利夏—舍瑙爾口徑。土耳其國民運動的戰士也使用於希土戰爭繳獲自希臘軍的紹沙。在希義戰爭期間，希臘的前線部隊仍然裝備紹沙。

### 波蘭版本
波蘭在一戰結束復國後獲得來自法國的軍事援助，援助物資當中包括超過2,000挺紹沙。這些槍械被波蘭軍隊於蘇波戰爭期間廣泛地使用。在該場戰爭結束後，波蘭再向法國購買更多的紹沙，其數目達到11,869挺，並以“RKM wz 15”的名義成為了他們的制式輕機槍。在1920年代，波蘭當局成功把一半的紹沙改膛為7.92×57毫米毛瑟口徑，這些改裝武器被命名為“RKM wz 15/27”，它們一直被波蘭軍隊使用至1930年代初。目前英國國防部的國家槍械中心收藏了一挺保存良好的7.92毫米波蘭版紹沙。1936—37年，波蘭當局把大約2,650挺紹沙賣到海外，部份被賣給了墨西哥陸軍，另一些則賣給了西班牙共和國和國際盈餘武器市場。

### 芬蘭的採用
在冬季戰爭期間，法國向自動火器短缺的芬蘭捐贈了超過5,000挺盈餘的紹沙用作抵抗蘇軍的入侵。但這些武器太遲才運到芬蘭，所以並沒有在冬季戰爭中使用。不過在繼續戰爭中則裝備了家園衛兵。戰後，芬蘭當局把餘下的紹沙封存在倉庫裡直到1955年，然後於1959—60年賣給Interarmco。

### 俄羅斯及蘇聯的採用
一戰期間沙俄政府向法國購入了6,100挺紹沙，部份被用於俄國內戰。這些武器後來被蘇俄政權以至期後成立的蘇聯所繼承。在德蘇戰爭期間仍有一些民兵和非正規部隊使用。

### 納粹德國在二戰中的採用
二戰期間，納粹德國從被其佔領的波蘭、比利時、法國、希臘和南斯拉夫境內繳獲了一些紹沙，並為這些繳獲的武器定下各種編號。這些編號分別為“LeMG 156(f)”（法國版紹沙）、“LeMG 147(j)”（南斯拉夫及波蘭版）、“LeMG 156(g)”（希臘版）、“LeMG 126(b)”（比利時版）。當中有少量由德軍繳獲的紹沙被提供了給匈牙利王國使用。

### 其他用戶
在1948年的第一次中東戰爭期間，敘利亞軍隊使用了紹沙。

## 使用國家

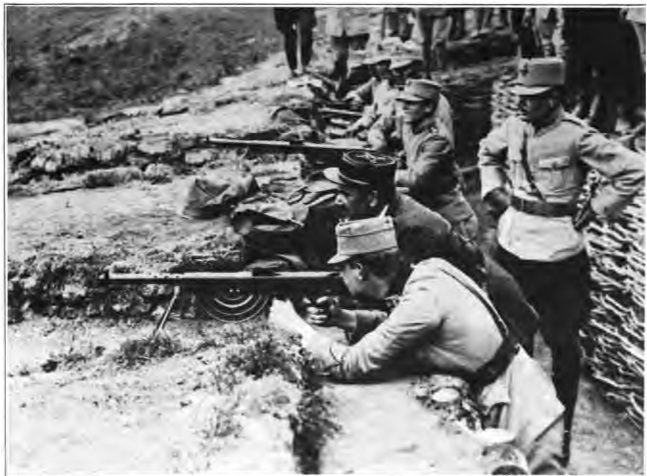
卡羅爾二世試射紹沙輕機槍

- 比利时
- 保加利亞
- 中華民國
- 芬兰
- 法蘭西第三共和國
- 維希法國
- 德國
- 德意志國
- 希臘
- 匈牙利
- 意大利
- 墨西哥
- 波蘭第二共和國
- 罗马尼亚王国
- 俄羅斯帝國
- 塞尔维亚王国
- 苏俄
- 苏联
- 西班牙共和國
- 叙利亚
- 美国
- 南斯拉夫王國
- 越南

## 登場作品

### 電子遊戲
- 2007年—《穿越火線》
- 2015年—《凡爾登（英语：Verdun (video game)）》
- 2016年—《少女前線》
- 2016年—：僅於聯機模式登場，為資料片《誓死堅守》中新增武器，命名為“紹沙輕機槍”。能夠在解鎖後由支援兵所使用。
- 2018年—：命名為“Chauchat”。最初僅於戰爭故事關卡“Tirailleur”和合作模式登場。於戰爭故事中由自由法國屬下殖民地士兵德梅·西塞和他的戰友所使用。
  - 後在遊戲的夏季更新中加入聯機模式，能夠由支援兵所使用。
- 2021年—《應徵入伍》

## 引用
1. ↑  Fitzsimons, Bernard.  6. Columbia House. 1978: 584. ISBN 978-0-906704-00-4.
2. ↑  Hogg, Ian.  7 (illus.). Krause. 2000: 317. ISBN 978-0-87341-824-9.
3. ↑  Jordan, David. . Spellmount. 2005: 167. ISBN 978-1-86227-295-8.
4. ↑  Demaison & Buffetaut 1995，第4–5頁
5. 1 2 3 4 5  Laemlein, Tom. . American Rifleman. October 2012: 71–73  [2020-06-04]. （原始内容存档于2021-01-27）.
6. 1 2 3 4  Vuillemin, Henri. . La Gazette des Armes: 12–21.   [2020-06-17]. （原始内容存档于2020-06-17） （法语）.
7. ↑  Hoff, Thomas. US Doughboy 1916–19. Osprey, 2012.
8. ↑  Oldham, Chuck (编). . Defensemedianetwork.com. 2013-09-04  [2017-12-07]. （原始内容存档于2020-12-31）.
9. ↑  .   [2006-10-14]. （原始内容存档于2006-07-25）.
10. 1 2  Demaison & Buffetaut 1995，第167–170頁
11. 1 2  Huon, Jean. . La Gazette des Armes: 28–34.   [2020-06-17]. （原始内容存档于2020-06-18） （法语）.
12. 1 2  Demaison & Buffetaut 1995，第174頁
13. ↑  Shea, Dan. . Small Arms Review. Vol. 9 no. 2. November 2005  [2020-06-17]. （原始内容存档于2020-06-17）.
14. ↑  Jowett, Philip. . Men-at-Arms 501. Osprey Publishing. 20 Jul 2015: 21–23, 43. ISBN 9781472806840.
15. ↑  Athanassiou, Phoebus. . Men-at-Arms 514. Osprey Publishing. 30 Nov 2017: 19  [2020-06-17]. ISBN 978-1-4728-1918-5. （原始内容存档于2021-04-28）.
16. ↑  Demaison & Buffetaut 1995，第172頁
17. ↑  Andrzej Konstankiewicz, Broń strzelecka i sprzęt artyleryjski formacji polskich i Wojska Polskiego w latach 1914–1939, Lublin 2003, ISBN 83-227-1944-2
18. ↑  . Jaeger platoon Finnish army 1918–1945.   [28 August 2016]. （原始内容存档于2017-06-10）.
19. ↑  Morgan, Martin K.A. . American Rifleman. February 6, 2017  [2020-06-17]. （原始内容存档于2021-02-27）.
20. ↑  Demaison & Buffetaut 1995，第171頁
21. ↑  David Campbell. . Combat 18. illustrated by Johnny Shumate. Osprey Publishing. 2016: 10  [2020-06-17]. ISBN 9781472813305. （原始内容存档于2020-09-06）.

- Demaison, G. and Buffetaut, Y. . Collector Grade Publications Inc. 1995. ISBN 0-88935-190-2..最完整的（209页），关于这个问题的最佳记录和满口插图（246插图）源。
- . U.S. Government Printing Office, Washington, D.C. 1917.
- Bruce, Robert. . Windrow and Greene. 1997. ISBN 1-85915-078-0.
- Canfield, Bruce N. . Andrew Mowbray Publishers. 2000. ISBN 0-917218-90-6.
- Stallings, Laurence. . Harper and Row, New-York. 1963.
- Major General William Crozier. . Charles Sribner and Sons, New York. 1920.

＊ 莱昂纳德· P艾尔斯（1919年），与德国A统计摘要，美国政府印刷局、华盛顿特区的战争。
- (Translated from the French Edition of February, 1916 and Revised to June 9, 1917, at Headquarters American Expeditionary Forces, France, War Document #732.). University of Michigan Library. June 2010..